# Ямамото (Мияги)
Ямамото (яп. 山元町 Ямамото-тё:) — посёлок в Японии, находящийся в уезде Ватари префектуры Мияги. Площадь посёлка составляет 64,48 км², население — 12 982 человека (31 июля 2014), плотность населения — 201,33 чел./км².

## Географическое положение
Посёлок расположен на острове Хонсю в префектуре Мияги региона Тохоку. С ним граничат город Какуда и посёлки Ватари, Марумори, Синти.

## Население
Население посёлка составляет 12 982 человека (31 июля 2014), а плотность — 201,33 чел./км². Изменение численности населения с 1980 по 2005 годы:
| 1980 | 17 630 чел. |  |
| 1985 | 18 236 чел. |  |
| 1990 | 18 268 чел. |  |
| 1995 | 18 815 чел. |  |
| 2000 | 18 537 чел. |  |
| 2005 | 17 713 чел. |  |

## Символика
Деревом посёлка считается Pinus thunbergii, цветком — рододендрон, птицей — деревенская ласточка.